# Wojciech Lanckoroński
Wojciech Lanckoroński herbu Zadora (ur. 1662 w Gostyninie, zm. 1753) – kasztelan gostyniński w latach 1725–1753.

## Rodzina
Pochodził z zasłużonego i możnego rodu pieczętującego się herbem Zadora. Ojciec Wojciecha, Stanisław (1630-1671) pełnił urząd podczaszego podolskiego. Matka Katarzyna Telefus pieczętowała się herbem Łabędź. Poślubił w 1717 roku Aleksandrę Teresę Załuską, córkę Aleksandra Józefa Załuskiego, kasztelana rawskiego. Z małżeństwa urodziły się 3 córki i syn: Teresa poślubiła Tomasza Ossolińskiego, starostę nurskiego; Konstancja związała się z Janem Antonim Rostworowskim, kasztelanem zakroczymskim; Martyna zaś poślubiła Stanisława Stadnickiego, chorążego kamienieckiego. Jedyny syn Franciszek Kazimierz Lanckoroński (1714-1785) był starostą rawskim i regnowskim.

## Pełnione urzędy
Początkowo na dworze pełnił obowiązki skarbnika podolskiego od 1698 roku. W latach 1706–1714 sprawował urząd podstolego podolskiego. Był starostą sulejowskim (1732), łęczyckim (1743) i sochaczewskim. Nominację na urząd kasztelana gostyńskiego otrzymał 3 października 1725 roku. Przez 28 lat pełnienia tego urzędu dał się poznać jako człowiek prawy, dobry organizator oraz człowiek biorący udział w życiu politycznym i społecznym Gostynina. Brał udział jako deputat na trybunał koronny 1727. Był członkiem konfederacji generalnej zawiązanej 27 kwietnia 1733 roku na sejmie konwokacyjnym. Był elektorem Stanisława Leszczyńskiego z województwa rawskiego (1733)

## Dobra majątkowe
Od swego teścia otrzymał Kłudno i Trzylaków. W swych dobrach majątkowych posiadał Mielnicę, Doleszowo, Kłodzie i Goliance.
Zmarł w sędziwym wieku 91 lat.